# Zhangye
Zhangye (xinès simplificat: 张掖; pinyin: Zhāngye) és una ciutat a nivell de prefectura de la província de Gansu, a la República Popular de la Xina.

## Història
Zhangye és al centre del corredor de l'Hexi. La zona fou la frontera durant molts anys de la història de la Xina, formant un corredor a la part central de l'imperi; de fet, el nom Zhangye ('estendre el braç') és una abreviatura d''estendre el braç del país', per l'Àsia central. Durant la dinastia Han, els exèrcits xinesos hi van combatre sovint contra els huns. Fou també una secció important de la ruta de la Seda.